# Johann Schwebel
Johannes o Johann Schwebel (Pforzheim, 1490 – Zweibrücken, 19 maggio 1540) è stato un teologo tedesco, predicatore evangelico, uno tra i protagonisti della Riforma protestante.

## Biografia
Johannes o Johann Schwebel è stato un teologo della riforma protestante all'inizio del XVI secolo, soprannominato il riformatore di Deux-Ponts(Zweibrücken).
Schwebel era il figlio di un pellicciaio di Pforzheim che proveniva dalla Baviera. Ha frequentato la scuola latina nella sua città natale e iniziò a 18 anni a studiare all'Università di Tubinga, interrompe gli studi tuttavia dopo un anno e parte per l'Università di Lipsia. Nel 1511 va a Heidelberg, dove si interessa alla religione e alla lingua ebraica. A Heidelberg studia e si laurea in diritto nel 1513. Lì incontrò Filippo Melantone e divenne uno dei suoi migliori amici. A 20 anni entra a far parte dell'Ordine dei Cavalieri Ospitalieri dello Spirito Santo di Gerusalemme e visse per qualche tempo a Brumath, alla commanderia dell'ordine.
Johannes Schwebel a 24 anni è ordinato sacerdote a Strasburgo, presso la chiesa del convento dei monaci Guglielmiti. Ritorna poi per 8 anni nella sua città natale, dove appartiene all'Ospedale Heiligen Spital. Sotto l'influenza tra l'altro di Filippo Melantone, fa conoscenza degli scritti di Martin Lutero e la critica incentrata sull'uso delle immagini sacre. Johannes Schwebel diviene ben presto un discepolo di Lutero. Egli conviene che gli eccessi della Chiesa debbano essere criticati. Così diventa sospetto al Margravio; è accusato di essere ostile alla Chiesa.
Nel 1522 deve lasciare la sua città natale a causa del suo atteggiamento critico e cercare rifugio nel castello di Ebernburg da Franz von Sickingen, insieme ai riformatori alsaziani Martin Bucer, Giovanni Ecolampadio e Gaspar Hedio. Ma siccome Franz von Sickingen deve partecipare ad un'azione di guerra, non può più ospitarlo in sua assenza. Deve ancora una volta partire, questa volta per il castello di Nanstein, a Landstuhl. Johann Schwebel è pastore per poco tempo a Landstuhl, dove succedette al suo amico Martin Bucer.

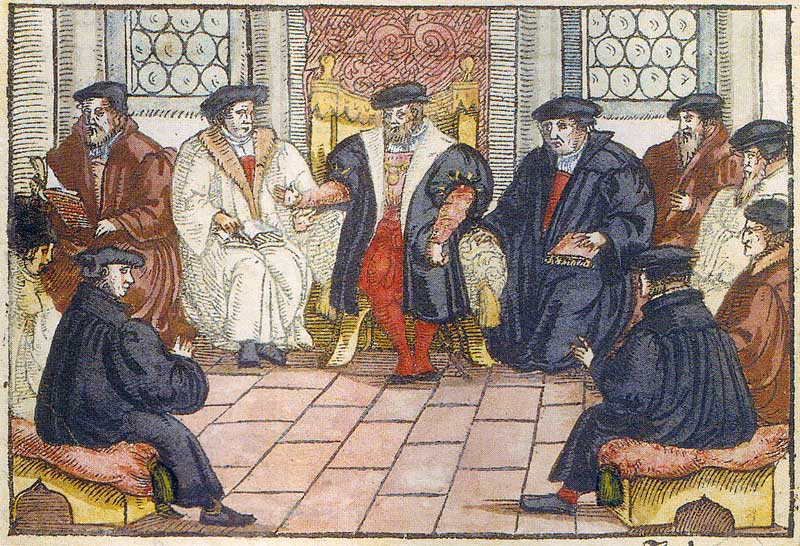
Il Colloquio di Marburgo, dove Schwebel si riunisce col riformatore svizzero Ulrich Zwingli.

Franz von Sickingen gli consiglia di andare a Zweibrücken (Deux-Ponts). Suo padre accompagnò il duca Alessandro lo Zoppo durante il suo viaggio in Terra Santa e diventarono amici. Il successore Luigi II del Palatinato, duca del Palatinato dal 1514 al 1532, nomina nel 1523 Johannes Schwebel predicatore della sua Corte a Deux-Ponts. Lì Schwebel assorbe le nuove tendenze degli insegnamenti teologici dei suoi precursori Filippo Melantone, da Wittenberg e Martin Bucer da Strasburgo. Celebra le sue messe in tedesco e impartisce la comunione sotto le due forme.
Il suo principale avversario cattolico è Nicolaus Kaltenhauser, che è apparentemente la stessa persona di Nicolaus Scriptoris von Bitsch, Decano dei Canonici di Saint-Fabian di Hornbach, arciprete di Hornbach e di Schorbach, e con questo titolo primo della gerarchia cattolica della contea di Zweibrücken-Bitche e del Ducato del Palatinato Zweibrücken (Deux-Ponts). Sono pubblicati scambi di controversie tra Schwebel e Nicolaus.
Nel 1529, Johannes Schwebel si reca assieme al riformatore svizzero Ulrich Zwingli al colloquio di Marburgo. Questa riunione ha luogo su iniziativa di Filippo I d'Assia che riunisce le principali figure del protestantesimo. Lutero, Brenz, Osiander e Filippo Melantone, che si oppongono a Ulrich Zwingli e a Giovanni Ecolampadio, mentre Bucer, Gaspar Hedio e Capitone si sono sforzati di conciliare le due parti.
Alla morte nel 1532 del prudente Luigi II, duca del Palatinato Zweibrücken (Deux-Ponts), siccome Roberto di Veldenz, reggente per il duca Volfango ancora minorenne, è un deciso difensore del protestantesimo, per Schwebel la via è libera per redigere il suo regolamento ecclesiastico e farlo applicare nel ducato del Palatinato-Zweibrücken (Deux-Ponts).
Questo regolamento si applica a tutte le comunità parrocchiali. Esso comprende dodici articoli, ai quali devono conformarsi tutti i sacerdoti. Promuove la predicazione della Parola di Dio che deve essere basata sulla Sacra Scrittura! I bambini saranno battezzati, non solo gli adulti; la comunione deve essere celebrata come prescritto da Cristo stesso. Ma i suoi 12 articoli non vengono applicati all'intero ducato se non nel 1539 per promulgazione del Duca reggente Rupert e un Sinodo dei pastori. 
Il riformatore Johannes Schwebel cerca di armonizzare l'istruzione nel governo del ducato, ma senza molto success.
Schwebel aderisce alla Confessione di Augusta che è il documento fondante del luteranesimo, ma molto amico di Martin Bucer, egli è un rappresentante della linea teologica alla ricerca di una via di mezzo tra le posizioni di Martin Lutero e quelle di Ulrich Zwingli. Nel Palatinato, la Riforma è stata introdotta solo dal 1545, mentre nel ducato del Palatinato Zweibrücken-Deux-Ponts, si può scrivere che fu introdotta sotto l'impulso del teologo..
A 50 anni, Johannes Schwebel muore, vittima della peste come molti dei suoi concittadini. Viene sepolto nella chiesa di San Alessandro a Zweibrücken, assieme a sua moglie deceduta due giorni dopo di lui. 22 anni dopo i suoi figli fanno erigere nella chiesa di Sant'Alessandro di Zweibrücken, dove è sepolto, un monumento funerario con un'iscrizione latina. 
Questa recita (in italiano):
Dedicata a Dio il Misericordioso, l'Onnipotente. All'onorabile uomo Johann Schweblin di Pforzheim, Teologo e Pastore a Zweibrücken, ed alla Pia Donna Catharina Burggraf, che sono stati chiamati il 19 e il 21 maggio dell'anno 1540 fuori da questa vita effimera, verso l'eterno circolo degli angeli. I loro figli Heinrich e Rupert hanno qui posto nell'anno 1562 in segno d'amore eterno alla memoria venerabile dei loro genitori, che vogliono aspettare qui il giorno della Resurrezione.

## Matrimoni e discendenza

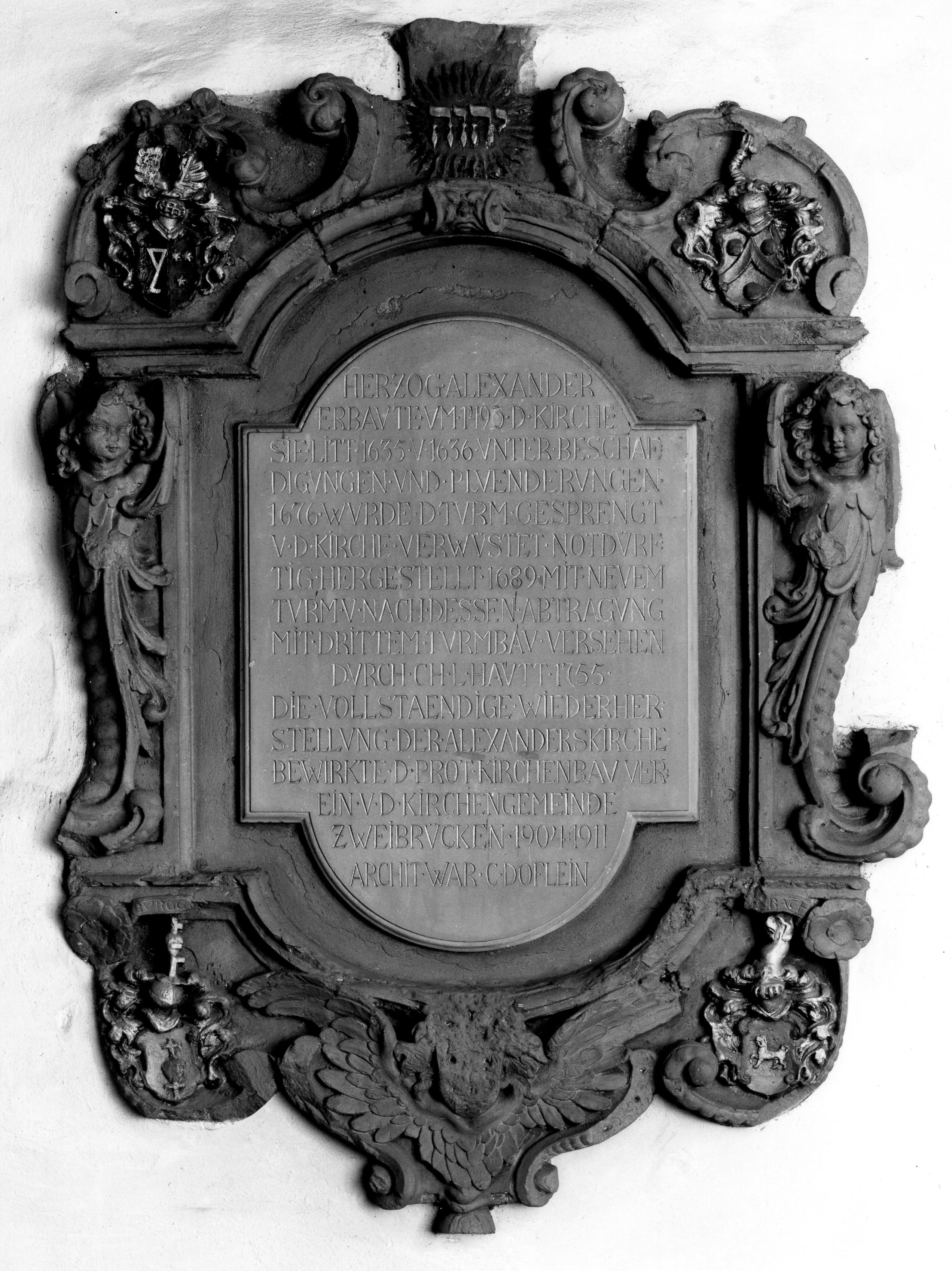
Foto anteguerra, che mostra una parte dell'epitaffio di Schwebel nella chiesa di Sant'Alessandro di Zweibrücken. Già da allora l'epitaffio stesso è sostituito da una nota storica sulla chiesa. Da notare i quattro stemmi che rappresentano in effetti i genitori di Heinrich Schwebel (Schwebel e Burggraf a sinistra) e di sua moglie (Semmler e von Offenbach a destra).

Schwebel si sposa due volte, nel 1524, poi nel 1530 con Catharina Burggraf, figlia di Caspar Burggraf, orafo, membro del Consiglio di Zweibrücken. Franz von Sickingen è dietro a questo matrimonio. L'ambiente familiare con cui Schwebel si lega da questo matrimonio è molto vicino al potere ducale.
Schwebel sposa una nipote del prete che lo ha preceduto a Sant'Alessandro; questo matrimonio gli rende anche le cose più facili per la sua ascesa al potere nella chiesa del ducato. La sua seconda moglie è cugina germana di Jacob Schorr von Hasel, uno dei sostegni essenziali di Schwebel a Zweibrücken, autore di pubblicazioni che sostengono le sue idee di riforma e Cancelliere del ducato Palatino Zweibrücken-Deux-Ponts dal 1529, poi consigliere del Duca. Dopo il matrimonio di Johannes Schwebel con Catharina Burggraf, il duca Ludwig II von Zweibrücken offre loro una dote speciale Ehesteuer, comprendente un tererno al pont d'Ernstweiler, villaggio dove sono situati i feudi di Hanns v. Hasel morto prima del 1478, fratello o cognato di Johann v. Hornbach, il nonno di Jacob Schorr von Hasel e di Catharina Schwebel nata Burggraf.
Da questa seconda unione, sono nati:
- Heinrich (1531-1610), che diviene poi Cancelliere del ducato Palatino Zweibrücken (Deux-Ponts) e pubblica una versione in 4 volumi delle opere di suo padre (1 volume d'opere latine, 2 volumi d'opere in tedesco, 1 volume della corrispondenza). È anche lui consigliere del principe, il che è raro[11];
- Ruprecht (1533-1590), funzionario a Minfeld.

## Opere di Johannes Schwebel

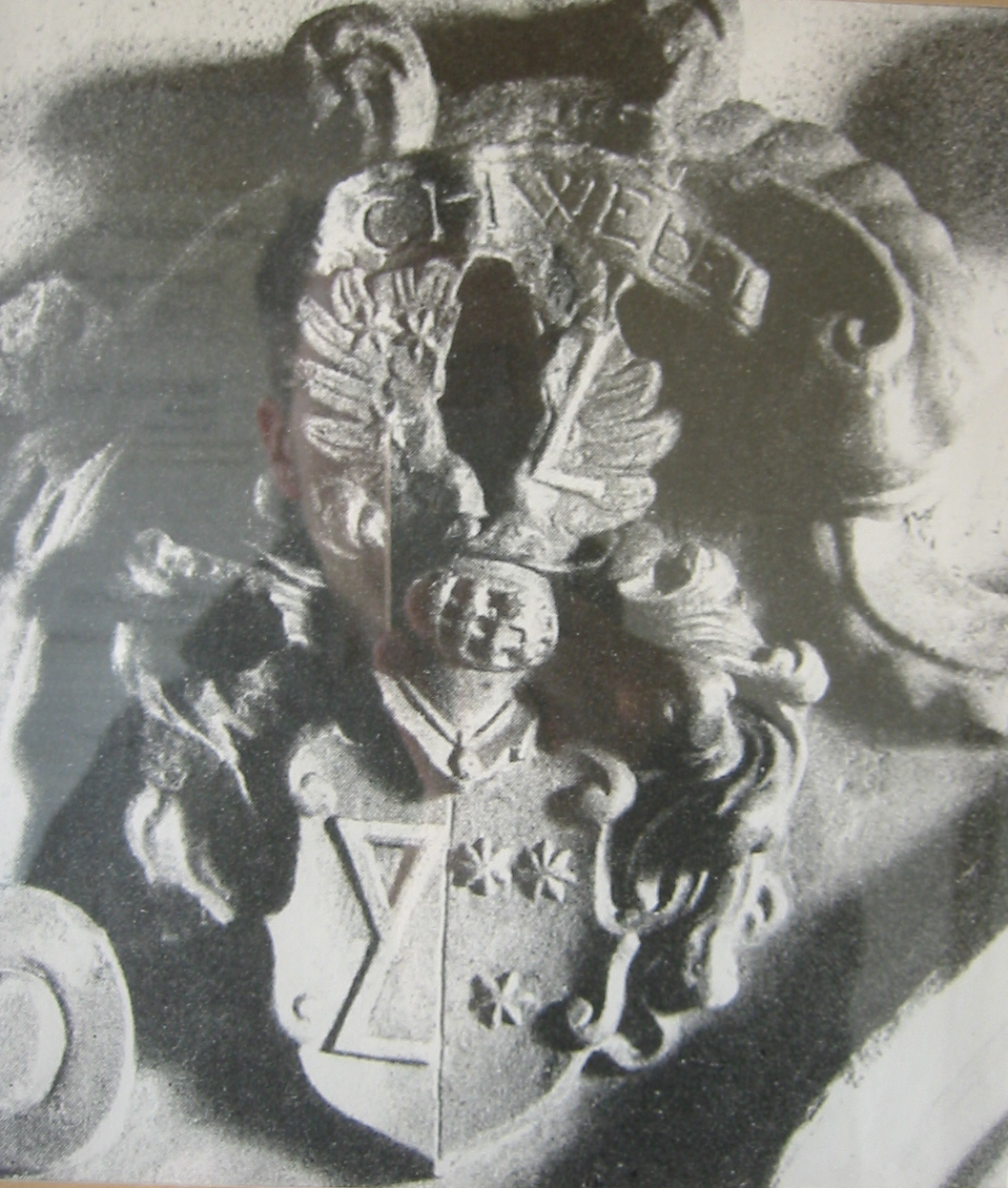
Emblema dei Schwebel nella chiesa di Sant'Alessandro a Zweibrücken (distrutta durante la seconda guerra mondiale)

- Centuria epistolarum theologicarum ad Johannem Schwebelium, Zweibrücken 1597
- Der erste und zweite Theil aller Teutschen Bücher und Schrifften deß Gottseligen Lehrers Herrn Johannis Schwebelii, Zweibrücken 1597 & 1598.
- Operum Theologicorum D. Johannis Schwebelii Theologi Bipontini Pars Prima, Zweibrücken 1598 (2. Auflage 1608).
- Emil Sehling (Begr.), Die Evangelischen Kirchenordnungen des 16. Jahrhunderts. Band 18: Rheinland-Pfalz I (Gli ordini della chiesa protestante del XVI secolo. Volume 18: Renania-Palatinato I) , bearb. v. Thomas Bergholz, Tübingen (Verlag Mohr-Siebeck), 2006 (enthält mehrere Werke Schwebels, u.a. die beiden Kirchenordnungen von 1533 und 1539) (contiene diverse opere di Schwebel, tra cui le due costituzioni della chiesa del 1533 e il 1539).